# Gemmabryum austrosabulosum
Gemmabryum austrosabulosum là một loài Rêu trong họ Bryaceae. Loài này được J.R. Spence & H.P. Ramsay mô tả khoa học đầu tiên năm 2005.